# The Mangler
The Mangler é um filme de terror, produzido nos Estados Unidos em 1995, foi co-escrito por Stephen King, Tobe Hooper, Stephen David Brooks, Harry Alan Towers e dirigido por Tobe Hooper.
Adaptação da história do conto “A Máquina de Passar Roupa”, do livro de contos “Sombras da Noite” de Stephen King, a franquia não é exatamente uma trilogia que segue uma linha de história. As continuações foram:"Pânico Virtual" (2002) e  "Mangler - O Massacre" (2005).

## Sinopse
Em Riker Valley, uma pequena cidade industrial da Nova Inglaterra, uma máquina de passar roupa, possuída por forças malignas, começa a fazer vítimas dentro de uma lavanderia, adquirindo um singular gosto por carne humana, mutilando e matando os funcionários.

## Elenco
- Robert Englund ... William 'Bill' Gartley
- Ted Levine ... Officer John Hunton
- Daniel Matmor ... Mark Jackson
- Jeremy Crutchley ... J.J.J. Pictureman / Mortician
- Vanessa Pike ...  Sherry Ouelette
- Demetre Phillips ... George Stanner
- Lisa Morris ... Lin Sue
- Vera Blacker ... Mrs. Adelle Frawley
- Ashley Hayden ... Annette Gillian
- Danny Keogh ... Herb Diment
- Ted Le Plat ... Doctor Ramos
- Todd Jensen ... Roger Martin
- Sean Taylor ... Derrick Gates
- Gerrit Schoonhoven  ... Aaron Rodriguez
- Nan Hamilton ... 	Mrs. Ellenshaw